# 文学処女
『文学処女』（ぶんがくしょじょ）は、中野まや花による日本の漫画作品。
2018年にTBS系でテレビドラマ化された。

## 概要
出版社の文芸編集部に勤める、恋を知らない26歳の女性・月白鹿子（つきしろ かのこ）と、少しツンデレだが実は恋ができない人気小説家・加賀屋朔（かがや さく）の微妙な恋愛関係を描いた作品である。2016年7月よりLINEマンガにおいてスマートフォン限定で配信が開始され、2021年6月30日に完結。隔週水曜日に配信が行われた。2017年に行われた「100万人が選ぶ 本当に面白いWEBコミックはこれだ! 2018」オンナ編で3位になっている。LINEマンガを代表する作品のひとつである。2021年6月時点で日本国内での累計閲覧数が2億回を突破している。

## 登場人物
月白 鹿子（）
加賀屋 朔（）
望月 千広（）
有明 光稀（）
三島 皓（）
三島 暁里（）
七星 真樹（）

## 書誌情報
- 中野まや花『文学処女』LINE Digital Frontier（発行）・日販アイ・ピー・エス（発売）〈LINEコミックス〉、全11巻
  1. 2017年1月16日発売[5]、ISBN 978-4-908588-15-0
  2. 2017年6月15日発売[6]、ISBN 978-4-909767-07-3
  3. 2017年12月15日発売[7]、ISBN 978-4-909767-08-0
  4. 2018年9月1日発売[8]、ISBN 978-4-909767-00-4
  5. 2018年12月15日発売[9]、ISBN 978-4-909767-28-8
  6. 2019年6月14日発売[10]、ISBN 978-4-909767-61-5
  7. 2019年12月13日発売[11]、ISBN 978-4-86697-005-9
  8. 2020年8月12日発売[12]、ISBN 978-4-86697-076-9
  9. 2021年1月13日発売[13]、ISBN 978-4-86697-141-4
  10. 2021年6月15日発売[14]、ISBN 978-4-86697-184-1
  11. 2021年10月15日発売[15]、ISBN 978-4-86697-224-4

## テレビドラマ
毎日放送の制作により、TBSをはじめとする同系列の一部において放送のドラマイズム枠で放送された。
制作局の毎日放送では2018年9月10日から10月29日まで、TBSでは同年9月12日から10月31日までそれぞれ放送。尚、同作品はLINEマンガにおける初のテレビドラマ化となる。主演は森川葵と城田優のW主演。
2020年5月28日より『重版放送』と称して、MBSと5いっしょ3ちゃんねる5局の『ドラマ特区』の放送枠で放送を開始し、MBSの放送終了後TVer等で見逃し配信も実施する。なお、MBS以外は初放送になる。

### キャスト
- 月白鹿子 - 森川葵[18]
- 加賀屋朔 - 城田優[18]
- 望月千広 - 中尾暢樹[20]
- 七星真樹 - 上遠野太洸[20]
- 三島暁里 - 古賀哉子[20]
- 天村千夜香 - 田辺桃子[20]
- 川端龍之介 - 綱啓永[21]
- 谷崎鏡花 - 池上紗理依[22]
- 有明光稀 - 泉里香[20]
- 三島皓 - 河原雅彦[20]

### スタッフ
- 原作 - 中野まや花 「文学処女」（LINEマンガ編集部 LINEコミックス刊）[17]
- 脚本 - 下田悠子
- 監督 - スミス[17]、戸塚寛人、岸川正史
- プロデュース - 櫻井雄一（ソケット）
- チーフプロデューサー - 丸山博雄（MBS）
- プロデューサー - 望野さやか（ソケット）、村島亘（MBS）
- 主題歌 - Sonar Pocket「君の名前」(ワーナーミュージック・ジャパン）
- オープニングテーマ - Special Favorite Music「ロングハローグッバイ」(神宮前レコード)
- 挿入歌 - 城田優「イザベル」
- 制作 - ソケット
- 製作著作 - 「文学処女」製作委員会、MBS

### 放送日程
| 各話   | 放送日   | 放送日   | 監督     |
| 各話   | 毎日放送 | TBS      | 監督     |
| ------ | -------- | -------- | -------- |
| 第一話 | 09月10日 | 09月12日 | スミス   |
| 第二話 | 09月17日 | 09月19日 | スミス   |
| 第三話 | 09月24日 | 09月26日 | 戸塚寛人 |
| 第四話 | 10月01日 | 10月03日 | 戸塚寛人 |
| 第五話 | 10月08日 | 10月10日 | 岸川正史 |
| 第六話 | 10月15日 | 10月17日 | 岸川正史 |
| 第七話 | 10月22日 | 10月24日 | 戸塚寛人 |
| 第八話 | 10月29日 | 10月31日 | スミス   |

### 放送局
| 放送期間                  | 放送時間                     | 放送局      | 対象地域       | 備考   |
| ------------------------- | ---------------------------- | ----------- | -------------- | ------ |
| 2018年9月10日 - 10月29日  | 月曜 0:50 - 1:20（日曜深夜） | 毎日放送    | 近畿広域圏     | 製作局 |
| 2018年9月12日 - 10月31日  | 水曜 1:28 - 1:58（火曜深夜） | TBSテレビ   | 関東広域圏     |        |
| 2018年9月18日 - 11月13日  | 火曜 0:55 - 1:25（月曜深夜） | 長崎放送    | 長崎県         |        |
| 2018年9月21日 - 11月9日   | 金曜 0:56 - 1:26（木曜深夜） | あいテレビ  | 愛媛県         |        |
| 2018年9月22日 - 11月10日  | 土曜 1:25 - 1:55（金曜深夜） | 静岡放送    | 静岡県         |        |
| 2018年9月26日 - 11月14日  | 水曜 1:28 - 1:58（火曜深夜） | IBC岩手放送 | 岩手県         |        |
| 2018年10月1日 - 12月3日   | 月曜 0:50 - 1:20（日曜深夜） | 山陰放送    | 鳥取県・島根県 |        |
| 2018年10月11日 - 11月29日 | 木曜 1:30 - 2:00（水曜深夜） | 北陸放送    | 石川県         |        |
| 2018年10月12日 - 11月30日 | 金曜 1:11 - 1:41（木曜深夜） | 熊本放送    | 熊本県         |        |